# Henicopernis
Henicopernis é um género de ave de rapina da família Accipitridae.
Este género contém as seguintes espécies:
- Henicopernis infuscatus
- Henicopernis longicauda